# Dibaeis arcuata
Dibaeis arcuata är en lavart som först beskrevs av Stirt., och fick sitt nu gällande namn av Kalb & Gierl. Dibaeis arcuata ingår i släktet Dibaeis och familjen Icmadophilaceae.   Inga underarter finns listade i Catalogue of Life.